# بروجكت كارز
بروجكت كارز (بالإنجليزية: Project CARS) هي لعبة فيديو من نوع سباقات السيارات صدرت في 7 مايو 2015، وهي متوفرة على أجهزة ويندوز وبلاي ستيشن 4 وإكس بوكس ون وجنو/لينكس.
| استقبال |                                     |
| --- | ----------------------------------- |
| الدرجات الإجمالية المجموع نقاط غيم رانكينغز PS4: 82.19% [ 1 ] XONE: 70.11% [ 2 ] PC: 82.20% [ 3 ] ميتاكريتيك PS4: 83/100 [ 4 ] XONE: 81/100 [ 5 ] PC: 83/100 [ 6 ] نتائج المراجعة نشرة نقاط دستركتويد 7/10 [ 7 ] إلكترونك غيمينغ مونثلي 7.0/10 [ 8 ] غيم إنفورمر 8.5/10 [ 9 ] غيم سبوت 8/10 [ 10 ] غيمز رادار 3.5/5 [ 11 ] آي جي إن 8.9/10 [ 12 ] مجلة إكس بوكس الرسمية (الولايات المتحدة) 70% [ 13 ] بي سي غيمر (المملكة المتحدة) 83/100 [ 14 ] بي سي باور بلاي 70 [ 15 ] مجلة بلاي 6/10 [ 16 ] PlayStation Universe 8/10 [ 17 ] National Post 8.0/10 [ 18 ] مترو [لغات أخرى] ‏ 8/10 [ 19 ] ديجيتال سباي 4/5 [ 20 ] شاك نيوز 60% [ 21 ] نيويورك ديلي نيوز 3/5 [ 22 ] New Game Network 72% [ 23 ] GameCritics 6.5/10 [ 24 ] سلنت ماغازين 3/5 [ 25 ] |                                     |
| الدرجات الإجمالية |                                     |
| المجموع | نقاط                                |
| غيم رانكينغز | PS4: 82.19% XONE: 70.11% PC: 82.20% |
| ميتاكريتيك | PS4: 83/100 XONE: 81/100 PC: 83/100 |
| نتائج المراجعة |                                     |
| نشرة | نقاط                                |
| دستركتويد | 7/10                                |
| إلكترونك غيمينغ مونثلي | 7.0/10                              |
| غيم إنفورمر | 8.5/10                              |
| غيم سبوت | 8/10                                |
| غيمز رادار | 3.5/5                               |
| آي جي إن | 8.9/10                              |
| مجلة إكس بوكس الرسمية (الولايات المتحدة) | 70%                                 |
| بي سي غيمر (المملكة المتحدة) | 83/100                              |
| بي سي باور بلاي | 70                                  |
| مجلة بلاي | 6/10                                |
| PlayStation Universe | 8/10                                |
| National Post | 8.0/10                              |
| مترو ‏ | 8/10                                |
| ديجيتال سباي | 4/5                                 |
| شاك نيوز | 60%                                 |
| نيويورك ديلي نيوز | 3/5                                 |
| New Game Network | 72%                                 |
| GameCritics | 6.5/10                              |
| سلنت ماغازين | 3/5                                 |

## روابط خارجية
- بروجكت كارز على موقع IMDb (الإنجليزية)

- الموقع الرسمي